# 전국 병아리 창작동요제
전국 병아리 창작동요제는 2010년에 시작되어 지금까지도 개최하고 있는 대한민국의 동요제이다.
경기도 이천시가 주최, 사단법인 한국동요문화협회가 주관하는 이 창작동요제는, 유치원 및 어린이집 등 미취학 어린이들을 위한 동요제로, 최고의 선물을 안겨주고 있다.

참가자격은 다른 창작동요제와는 달리 만 7세 미만의 유치원 및 어린이집에 재학중인 유아에 한해 참가할 수 있으며, 유아들이 쉽게 부를 수 있게 16마디 음절을 넘을 수 없는게 특징이다.

## 역대 대상 수상곡
| 회차  | 연도   | 곡명             | 작사   | 작곡   | 노래                        |
| ----- | ------ | ---------------- | ------ | ------ | --------------------------- |
| 제1회 | 2010년 | 기차             | 김정은 | 전지은 | 남부유치원                  |
| 제2회 | 2011년 | 올챙이 빗방울    | 채정미 | 김세은 | 김지수                      |
| 제3회 | 2012년 | 즐거운 우리집    | 윤대림 | 윤대림 | 서울 남부유치원             |
| 제4회 | 2013년 | 우리가족 방귀    | 조한서 | 이은정 | 준희랑 시연이랑             |
| 제5회 | 2014년 | 우주탐험가       | 홍재근 | 홍재근 | 서울 남부유치원 예쁜 꽃들반 |
| 제6회 | 2015년 | 귀염둥이의 식탁  | 정인숙 | 정인숙 | 김주원                      |
| 제7회 | 2016년 | 싱글벙글 웃어요  | 박주만 | 박주만 | 이효정                      |
| 제8회 | 2017년 | 미운 마음 버리기 | 박경진 | 박경진 | 서울 남부유치원 푸른하늘반  |

## 개요

### 제1회 (2010)
일시 : 2010년 11월 3일 (수) 오후 2시 

장소 : 이천아트홀 대강당

참가팀 :

| 참가번호 | 곡명                  | 작사   | 작곡   | 가창자                         | 비고                   |
| -------- | --------------------- | ------ | ------ | ------------------------------ | ---------------------- |
| 1        | 삐약 삐약 아기 병아리 | 김영애 | 김영애 | 안성 반디키즈 A                | 작품우수상, 가창동상   |
| 2        | 안녕하세요            | 황옥경 | 황옥경 | 송은하(김해 원더랜드)          | 작품우수상, 가창은상   |
| 3        | 뿌뿌띠띠빵            | 박은경 | 박은경 | 문희상(천안 트리니티 스쿨)     | 작품우수상, 가창동상   |
| 4        | 예쁜 내 동생          | 박경진 | 김정선 | 이천 어린왕자 어린이집         | 작품우수상, 가창특별상 |
| 5        | 귀여운 고슴도치       | 배인숙 | 배인숙 | 이지현(영천 샛별 유치원)       | 작품우수상, 가창대상   |
| 6        | 앵두                  | 김종영 | 김진수 | 고유정(천안 트리니티 스쿨)     | 작품우수상, 가창동상   |
| 7        | 유치원이 좋아요       | 박경진 | 박경진 | 안성 반디키즈 B                | 작품우수상, 가창동상   |
| 8        | 도란도란              | 정민시 | 황옥진 | 김지수(용인EBC EDU)            | 작품우수상, 가창동상   |
| 9        | 아가 품엔 곰인형이    | 윤이현 | 민유리 | 강효원(서울 효천유치원)        | 작품우수상, 가창동상   |
| 10       | 쑥쑥 콩 튼튼 멸치     | 서미원 | 서미원 | 쑥쑥튼튼 중창단(대구 지니랜드) | 작품우수상, 가창동상   |
| 11       | 내가 먼저             | 이수영 | 윤학준 | 김민서(이천 엄마사랑 어린이집) | 작품우수상, 가창동상   |
| 12       | 무슨 소릴까           | 이기경 | 이기경 | 김채은(서울 청담 위즈아일랜드) | 작품우수상, 가창동상   |
| 13       | 고운빛 얼굴           | 한기원 | 한기원 | 이천 홈타운 어린이집           | 작품우수상, 가창동상   |
| 14       | 하트송                | 이순형 | 이순형 | 공유경(용인 WORWICK)           | 작품우수상, 가창동상   |
| 15       | 참 예쁘다             | 정수은 | 안진현 | 임형근(김해 체험 자연유치원)   | 작품우수상, 가창금상   |
| 16       | 기차                  | 김정은 | 전지은 | 서울 남부유치원                | 작품대상, 가창동상     |
| 17       | 모래콩                | 정수은 | 손정아 | 조혜민(용인 WORWICK)           | 작품우수상, 가창동상   |
| 18       | 해님은 꿈나라         | 이민정 | 오선화 | 박혜윤(군산 아이세상 어린이집) | 작품우수상, 가창동상   |
| 19       | 고운 말               | 이계섭 | 송성헌 | 이천 토마토 합창단             | 작품우수상, 가창동상   |
| 20       | 별똥별 이야기         | 이수영 | 차혜원 | 김리원(안산 석학유치원)        | 작품우수상, 가창동상   |

### 제2회 (2011)
일시 : 2011년 9월 3일 (토) 오후 2시 

장소 : 이천아트홀 대강당

참가팀 :

| 참가번호 | 곡명                    | 작사   | 작곡   | 가창자                             | 비고                   |
| -------- | ----------------------- | ------ | ------ | ---------------------------------- | ---------------------- |
| 1        | 궁금해                  | 이수영 | 윤학준 | 토마토중창단(이천 토마토 어린이집) | 작품 우수상, 가창 동상 |
| 2        | 쑥쑥 자라라             | 황옥경 | 황옥경 | 김이언(서울 예지유치원)            | 작품 우수상, 가창 동상 |
| 3        | 나비야                  | 유정   | 노영준 | 김수민(김해 원더랜드)              | 작품 우수상, 가창 동상 |
| 4        | 쏙쏙 쑥쑥쑥             | 인윤희 | 서윤주 | 안산 참뜻 어린이집                 | 작품 우수상, 가창 동상 |
| 5        | 나비 애벌레             | 박경진 | 박경진 | 백해든(김해 현대유치원)            | 작품 우수상, 가창 동상 |
| 6        | 올챙이 빗방울           | 채정미 | 김세은 | 김지수(용인 EBC edu영어 유치원)    | 작품 대상, 가창 은상   |
| 7        | 둘이서 둘이서           | 박경진 | 김정선 | 고양 시립가장어린이집              | 작품 우수상, 가창 동상 |
| 8        | 개미                    | 문삼석 | 이정임 | 신동윤(용인 푸른유치원)            | 작품 우수상, 가창 동상 |
| 9        | 키가 쑥쑥               | 박보람 | 박보람 | 김도경(부산 센텀 이편한어린이집)   | 작품 우수상, 가창 동상 |
| 10       | 사과                    | 오은정 | 오은정 | 분당 스필어스 영어유치원           | 작품 우수상, 가창 동상 |
| 11       | 아기구름은?             | 최영신 | 최영신 | 조은빈(평촌 프리머스키즈 유치원)   | 가창 대상, 작품 우수상 |
| 12       | 재미있는 기차놀이       | 김희정 | 김희정 | 서연우(용인 EBC edu영어 유치원)    | 작품 우수상, 가창 동상 |
| 13       | 보름달 풍선             | 정수은 | 김예진 | 수원 반디잉글리쉬스쿨              | 작품 우수상, 가창 동상 |
| 14       | 나도 학교에 가고 싶어요 | 박은경 | 박은경 | 김효찬(광명서초등학교 병설 유치원) | 작품 우수상, 가창 동상 |
| 15       | 예쁜말 피라미드         | 정수은 | 손정아 | 박서진(청주 위버지니어스놀이학교)  | 작품 우수상, 가창 동상 |
| 16       | 하루종일 바쁜 나        | 이민정 | 오선화 | 산큰별(양주 중앙 어린이집)         | 작품 우수상, 가창 동상 |
| 17       | 어항속 물고기           | 최영욱 | 이재성 | 김지웅(의정부 유경유치원)          | 작품 우수상, 가창 동상 |
| 18       | 비오는 풀밭             | 이지수 | 서은희 | 한지민(청주 키젠 놀이학교)         | 작품 우수상, 가창 동상 |
| 19       | 모기                    | 김종상 | 한지영 | 예닮이 중창단(서울)                | 작품 우수상, 가창 은상 |
| 20       | 시소친구                | 이수영 | 김재한 | 이유림(용인 EBC edu영어 유치원)    | 작품 우수상, 가창 금상 |

## 같이 보기
한국동요문화협회

희망창작동요제